# دایالوگ
دایالوگ (انگلیسی: Dialog) شرکت تجهیزات برق بریتانیایی است، که در سال ۱۹۸۵ تأسیس شد.